# Ghilarovizetes maruyamai
Ghilarovizetes maruyamai är en kvalsterart som beskrevs av Hirauchi 1999. Ghilarovizetes maruyamai ingår i släktet Ghilarovizetes och familjen Ceratozetidae. Inga underarter finns listade i Catalogue of Life.